# Brandon Lowe
Brandon Norman Lowe, född den 6 juli 1994 i Newport News i Virginia, är en amerikansk professionell basebollspelare som spelar för Tampa Bay Rays i Major League Baseball (MLB). Lowe är främst andrabasman, men har även spelat en del som outfielder.
Lowe gjorde sin MLB-debut 2018 med Rays och togs ut till MLB:s all star-match 2019. Året efter valdes han till All-MLB Second Team.

### Webbkällor
- ”Brandon Lowe Stats” (på engelska). Baseball-Reference.com. https://www.baseball-reference.com/players/l/lowebr01.shtml. Läst 27 oktober 2020.